# Cotinus
Cotinus is een geslacht uit de pruikenboomfamilie (Anacardiaceae). Het is nauw verwant aan het geslacht sumak (Rhus). De soorten komen voor van zuidelijk Centraal-Europa tot in China en in de oostelijke centrale en zuidoostelijke delen van de Verenigde Staten en Noordoost-Mexico.
Het zijn grote, bladverliezende struiken of kleine bomen, die van nature voorkomen in de gematigde gebieden van het noordelijk halfrond. De verspreid staande bladeren hebben een ovale vorm van 3-13 cm lang.
De bloemen staan gegroepeerd in grote, open, eindstandige, 15-30 cm lange pluimen. De pluimen lijken enigszins op pruiken, wat de familie haar naam gegeven heeft. De vrucht is een kleine steenvrucht met een enkel zaadje.
In het verleden werden de soorten vaak ondergebracht in het geslacht Rhus. De soorten kunnen hiervan onderscheiden worden doordat de bladeren enkelvoudig zijn en niet geveerd en door de rookachtige indruk van de bloempluimen.
De pruikenboom (Cotinus coggygria) is een soort met verschillende cultivars.
Enkele cultivars van andere soorten zijn:
- Cotinus dummeri 'Grace'
- Cotinus obovatus 'Flame', groene bladeren, geselecteerd op de (oranjerode) herfstkleur

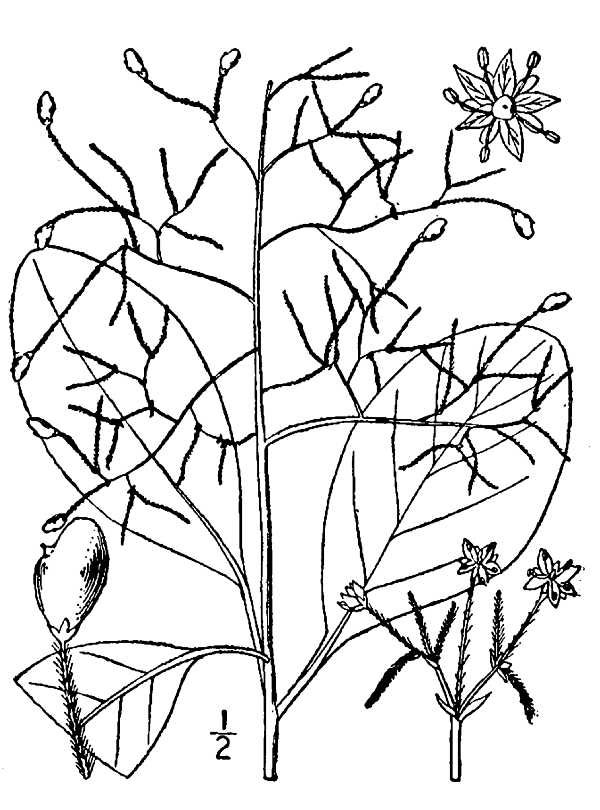
Amerikaanse pruikenboom (Cotinus obovatus)

## Soorten
- Cotinus carranzae Rzed. & Calderón
- Cotinus chiangii (D.A.Young) Rzed. & Calderón
- Cotinus coggygria Scop. - Pruikenboom
- Cotinus kanaka (R.N.De) D.Chandra
- Cotinus nanus W.W.Sm.
- Cotinus obovatus Raf.
- Cotinus szechuanensis Pénzes